# (27810) Daveturner
(27810) Daveturner est un astéroïde de la ceinture principale, de la famille de Hungaria.
Il est nommé en l'honneur de l'astronome et professeur canadien David G. Turner.

## Description
(27810) Daveturner est un astéroïde de la ceinture principale, de la famille de Hungaria. Il présente une orbite caractérisée par un demi-grand axe de 1,93 UA, une excentricité de 0,05 et une inclinaison de 18,4° par rapport à l'écliptique.

## Compléments